# Moravská zemská obrazárna (1817–1961)

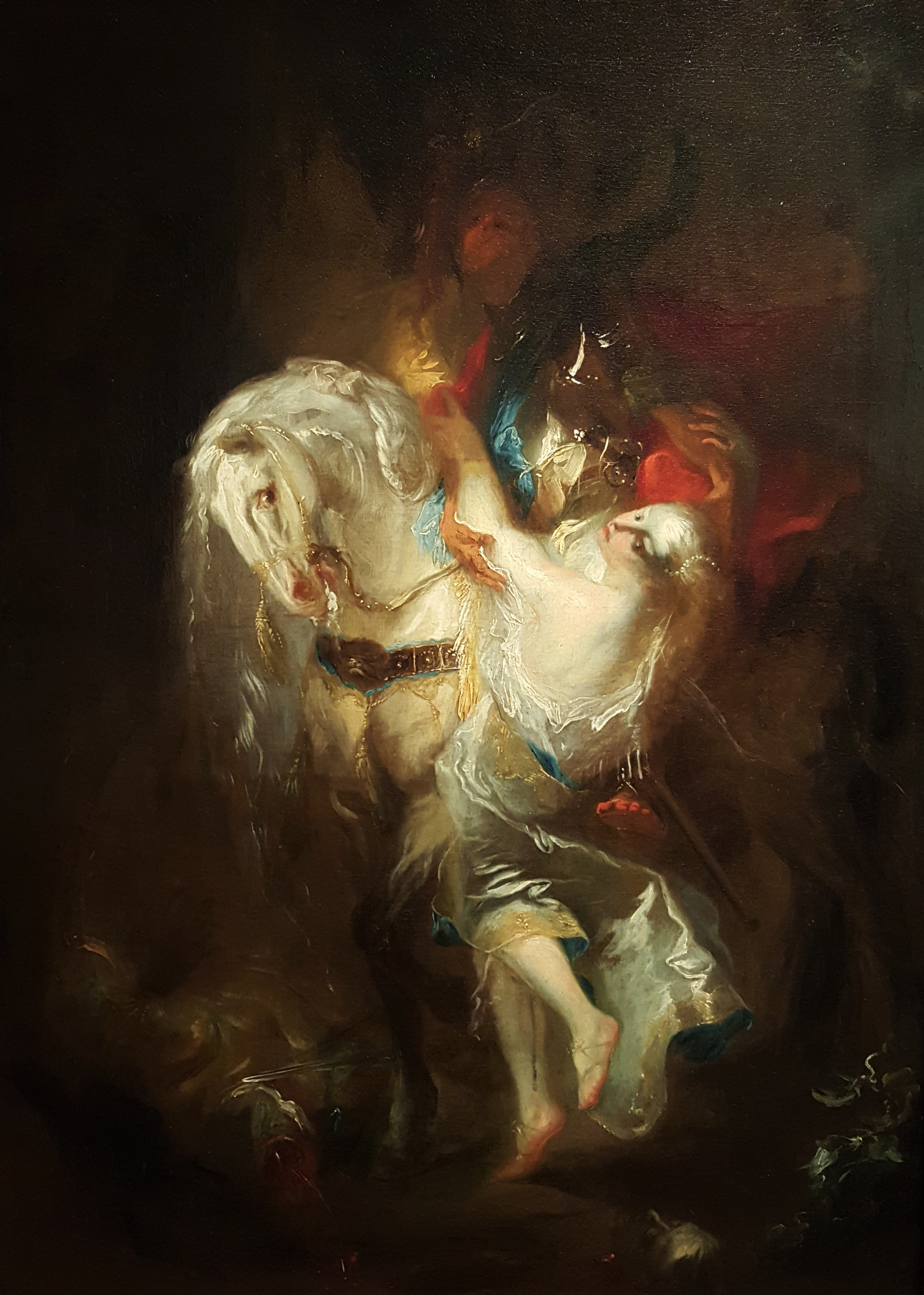
Franz Anton Maulbertsch: Únos Proserpiny (asi 1759)

Moravská zemská obrazárna (1817–1961) je výstava Moravské galerie v Brně konaná od 23. září 2022 do 26. února 2023 v Místodržitelském paláci v Brně. Výstava se věnuje zemské umělecké sbírce shromažďované od roku 1817, plnící úlohu ústřední moravské výtvarné sbírky, jež byla podporována zemskými úřady a politiky. Mezi historiky umění a kurátory, kteří se zasloužili o správu a rozvoj tzv. obrazárny, byli Jaroslav Helfert a Albert Kutal, sběratelé Arnold Skutezky, Otakar Vaňura a další.
Součástí nově zřízené Moravské galerie v Brně se zemská obrazárna stala v roce 1961, kdy byla spojena Obrazárna Moravského zemského muzea s Uměleckoprůmyslovým muzeem v Brně.
Na projektu trvajícím tři roky spolupracovala Moravská galerie s Moravským zemským muzeem v Brně. Součástí projektu se stalo i vědecké bádání zaměřené na počátky zemské obrazárny, která je jedním ze základních kamenů Moravské galerie. Stálá expozice byla rozšířena o umělecká díla, která předtím nebyla kvůli svému neutěšenému stavu vystavena. Byla proto nově zrestaurovaná.
Dále bylo zdigitalizováno a badatelské veřejnosti zpřístupněno více než 15 tisíc děl. Výstupem projektu Moravská zemská obrazárna – tradice, reprezentace, identifikace je digitální archiv Obrazárny Moravského zemského muzea. Tato veřejná databáze vznikla v rámci Programu na podporu aplikovaného výzkumu a vývoje národní a kulturní identity na léta 2016 až 2022 (NAKI II). Její součástí jsou i digitalizované inventární knihy, plakáty, jedinečné negativy, fotografie a diapozitivy z původního fotoarchivu zemské obrazárny.
V expozici Moravské zemské obrazárny jsou návštěvníkům představeny sochy a obrazy ze sbírek původní obrazárny Moravského zemského muzea počínaje obdobím středověku a konče modernou. Mezi uměleckými díly jsou obrazy známých autorů, jakými jsou Zátiší s orlem Emila Filly a Vysvobození panny (Únos) Franze Antona Maulbertsche. Zahrnuje také díla malířů, jako je Carl Maria Thum, jehož malba zachycující císaře Josefa II. orajícího na poli u Slavíkovic vévodí výstavnímu prostoru, kteří jsou méně známí, i těch, kteří byli zapomenuti, např. od Karly Vobišové-Žákové. Kurátor výstavy Petr Tomášek k výběru sdělil: "Snažili jsme se vybrat díla, ke kterým se podařilo zjistit nějaké zajímavosti nebo příběh.".
Vystavené rané dílo představitele vlámské barokní malby Petera Paula Rubense Hlava Medúzy, jež v roce 1818 Františkovu muzeu věnoval Josef hrabě von Nimptsch (1754–1838), lze označit za jeho první verzi malovanou na dřevěné desce (olej na dubové desce, kolem 1615). Verze uchovávaná Uměleckohistorickým muzeem ve Vídni se pak považuje za pozdější autorskou verzi, či spíše dílenskou repliku na plátně.

## Katalog výstavy

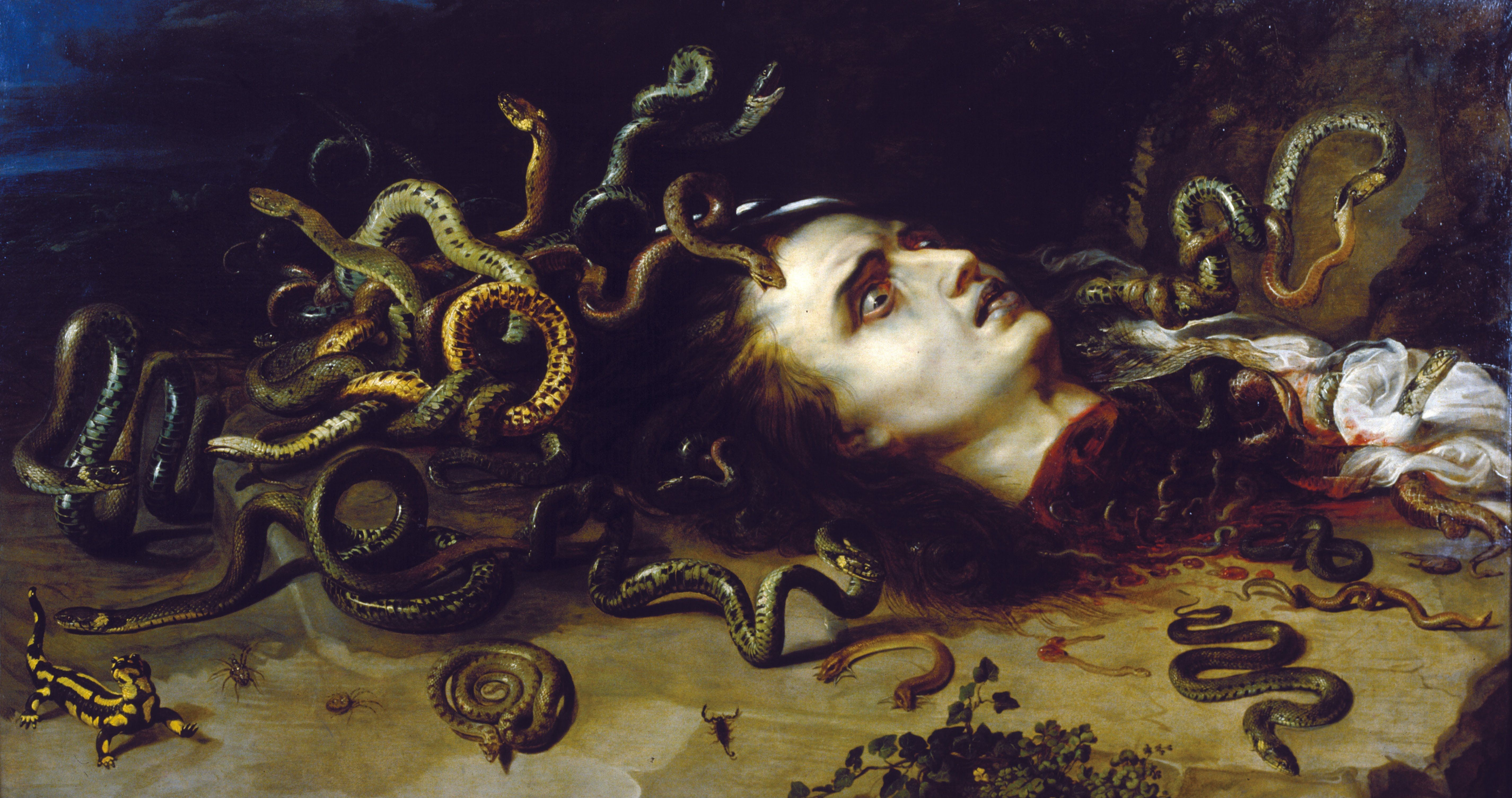
Peter Paul Rubens: Hlava Medúzy (kolem 1615)

U příležitosti výstavy byl vydán katalog umělecky nebo kulturně historicky pozoruhodných obrazů a soch. Obsahově pestrá publikace je ilustrovaným průvodcem dějinami zemské obrazárny založené společně s Františkovým muzeem v roce 1817 (jako jeho oddělení). Autory katalogových hesel jsou: Helena Dáňová, Petr Ingerle, Lenka Kalábová, Zdeněk Kazlepka, Michal Konečný, Olga Kotková, Blanka Kubíková a Petr Tomášek. Katalog zrecenzoval Lubomír Slavíček. Dále bylo vydáno související leporelo s ilustracemi Alexeye Klyuykova.

## Členění katalogu výstavy

### Obrazárna v letech 1817–1961
- I. Úvod: Moravská zemská obrazárna (1817–1961). Obrazy, sochy, objevy, příběhy

V roce 1912 byla v sálech prvního patra Dietrichštejnského paláce, který byl získán v roce 1911, zpřístupněna nová expozice Obrazárny Moravského zemského muzea. Správce uměleckých sbírek Jaroslav Helfert chtěl při této příležitosti vydat reprezentativní katalog vystavených děl, vybavený jejich reprodukcemi a popisem. Ctižádostivý záměr však byl z úsporných důvodů dle vzoru státní umělecké sbírky ve Stuttgartu změněn na vydání stručného průvodce sbírkami, k jehož vytištění po aktualizaci ale došlo až v roce 1924. Mezitím se výstava přesunula do druhého patra paláce. Dne 31. března 1915 Jaroslav Helfert napsal Moravskému zemskému výboru ohledně přípravy vydání knižního průvodce po zemské galerii:
"Podepsaný připravuje k tisku průvodce po moravské zemské galerii, jak mu kuratoriem bylo uloženo. (...) Původně připravoval jsem větší dílo, doložené reprodukcemi a s podrobnými údaji o jednotlivých kusech (autor, stručný životopis, doba, název díla, technika, rozměry, provenience a.t.d.), jak se děje ve vzorných katalozích uměleckých sbírek jiných."
I později byla Obrazárna představována jen skromnými tištěnými seznamy vystavených uměleckých děl. V roce 1946 byl v souvislosti s poválečnou výstavou rychle připraven a vydán Výběr význačných děl, v roce 1956 Evropské malířství 16.–18. století, když byla vystavena díla získaná hlavně při konfiskaci majetku církevních řádů. Katalog výstavy Moravská zemská obrazárna (1817–1961) byl připraven během let 2020–2022 a má být současně výstavním a sbírkovým katalogem. Není v něm obsaženo to nejlepší ze sbírek Moravské galerie, a nevěnuje se ani úzce vymezenému výseku z fondů pojatému tematicky, jak je jinak obvyklé. Jeho smyslem je předložení obrázkového, obsahově pestrého průvodce dějinami Obrazárny. Důraz je kladen zvláště na období let 1900–1948, kdy Obrazárna jako samostatné uměleckohistorické oddělení Moravského zemského muzea byla do roku 1918 ústřední výtvarnou sbírkou Markrabství moravského, od roku 1918 země Moravské, a od roku 1928 země Moravskoslezské. V této době byla Obrazárna podporována zemskými úřady a politiky.

### Obrazárna v letech 1817–1900
- II. Léta 1817–1900: První dějství. Umělecké sbírky Františkova muzea v Brně

Zemské muzeum v Brně bylo schváleno císařským rozhodnutím Františka I. z 29. července 1817. Založení muzea bylo ohlášeno provoláním moravskoslezského guvernéra Antonína Bedřicha hraběte Mittrowského z 24. března 1818. V něm zařazenou krátkou zmínkou se začalo postupné utváření sbírkových a ústavních základů dnešní Moravské galerie v Brně.
"Pro muzeum jsou zajímavé: (...) f) Biografické údaje a portréty významných Moravanů a Slezanů nebo umělecká díla od moravských a slezských autorů."
Výtvarné památky se staly významnou součástí muzejních sbírek již v roce 1817, kdy byly Hugem Františkem starohrabětem ze Salm-Reifferscheidtu muzeu sídlícímu v budově brněnského Biskupského dvora věnovány první umělecké předměty. Uměleckým sbírkám, jejichž největší nárůst nastal v letech po založení muzea, byl přikládán velký význam. V roce 1822 byla zřízena čestná funkce konzervátora výtvarných děl, zastávaná brněnským lékařem a sběratelem  umění Ernestem Rincolinim. Sbírky se v 1. polovině 19. století rozšiřovaly především díky darům institucí, například magistrátu města Brna. Dalšími dárci byly osobnosti z řad měšťanstva, inteligence, církve, ojediněle i šlechty, jako tomu bylo v případě obrazu Petera Paula Rubense Hlava Medúzy. O významné zvětšení sbírek se později zasloužili Bedřich hrabě Silva Tarouca a Jan II. kníže z Lichtenštejna.
Umělecké sbírky se dále rozrůstaly, jakmile opadnul prvotní zájem o jejich věnování, již jen zvolna. Změnu mělo přinést založení Uměleckého spolku Františkova muzea (Kunstverein für das Franzensmuzeum) v roce 1829 zemským stavebním ředitelem a sekretářem Hospodářské společnosti Franzem Morizem Xaverem Braumüllerem. Akvizice nových děl měly být hrazeny z členských příspěvků. První nákupy však byly kvůli malému počtu členů až v roce 1838. Završením spolkové podpory se stal zisk čtyř obrazů z proslulé vídeňské soukromé sbírky velkoobchodníka Johanna Baptisty barona Puthona. Výstavy získaných obrazů a obrazů, jež půjčili brněnští sběratelé a milovníci umění se konaly v letech 1838 a 1842. Tato výstavní a nákupní činnost však na dlouho vzhledem k nedostatečné finanční podpoře od zřizující Hospodářské společnosti, zemských představitelů a i širší veřejnosti zůstala poslední. Až počátkem 80. let 19. století se o zlepšení stavu pokusil moravský politik a zastupující ředitel muzea Christian d'Elvert. Jeho zásluhou bylo, že moravský zemský sněm muzeu začal poskytovat pravidelnou dotaci. Tím byla umožněna mimo jiné i přístavba nového křídla muzea (tzv. d´Elvertovo křídlo), kde byly umělecké sbírky poprvé představeny samostatně.

### Obrazárna v letech 1900–1918

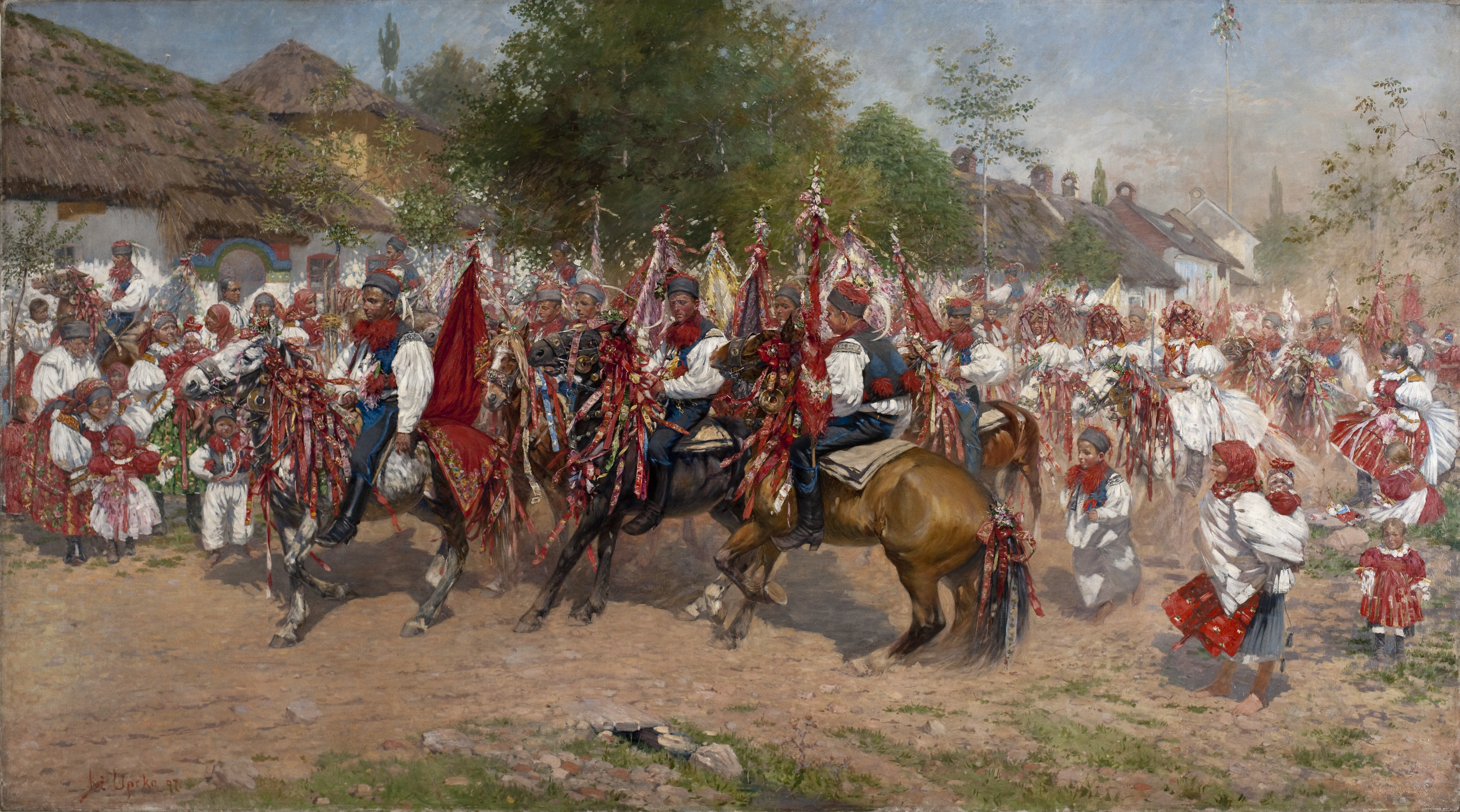
Joža Uprka: Jízda králů (1897)

- III. Léta 1900–1918: Živná půda pro pěstování výtvarného umění. Obrazárna Moravského zemského muzea jako místo dokumentace soudobé domácí výtvarné tvorby i dějiště kulturního soupeření obou zemských národností

V roce 1900 došlo k převzetí Františkova muzea z rukou soukromé Moravské hospodářské společnosti. Ústav se stal majetkem země Moravy (Markrabství moravského) a s novým názvem Moravské zemské muzeum byl předán do správy za tím účelem zřízené Moravské muzejní společnosti, v jejímž vedení byli zastoupeni představitelé obou zemských národností. Tento vývoj znamenal posun i v uspořádání oddělení výtvarných umění. Vedl k větší profesionalizaci v péči o sbírky a při jejich vystavování. Domácí umělecká obec radost z pozemštění muzea a svá velká očekávání vyjádřila například v roce 1906 v nadšeném prohlášení Moravského uměleckého spolku (Mährischer Kunstverein) činného od roku 1882: 
"Převzetím Františkova muzea zajistil vysoký zemský výbor živnou půdu pro pěstování výtvarného umění, neboť zde opatrované sbírky krásných výtvorů minulosti slouží za průpravu přítomnosti i budoucnosti a zejména zvěstují a podporují pokrok v zemi jako takový."

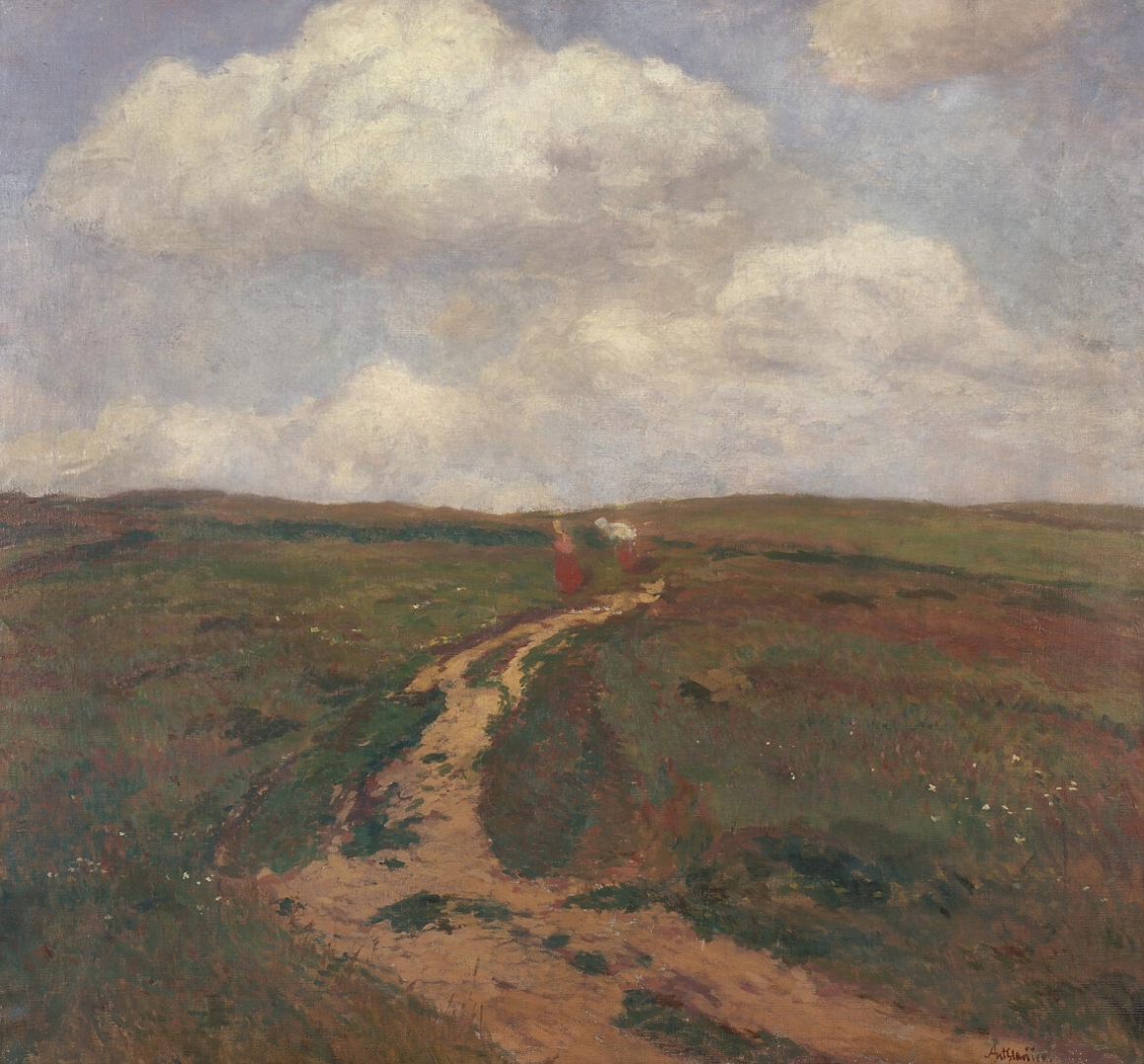
Antonín Slavíček: Z Kameniček (asi 1904)

Na začátku 20. století zesílila akviziční činnost, zejména u soudobého umění. Obrazárna Moravského zemského muzea měla prospěch z vcelku kladně pojatého soupeření německých a českých uměleckých spolků, které prosazovaly nákupy uměleckých děl svých členů a stoupenců. Německy hovořící výtvarníci měli podporu a zastání zvláště od Moravského uměleckého spolku. Česky hovořící výtvarníky velice úspěšně prosazoval mimořádně výkonný Klub přátel umění v Brně založený v roce 1900, sdružující tehdejší kulturní a intelektuální elity české národnosti. V roce 1907 se k němu na tomto poli přidalo Sdružení výtvarných umělců moravských (SVUM). Odpovědí na zamýšlený projekt profesního spolku moravských výtvarníků české národnosti bylo ustavení Sdružení německo-moravských výtvarných umělců (Vereinigung deutsch-mährischer bildenden Künstler) v roce 1909. V samotném muzeu českým snahám vycházel vstříc historik umění Jaroslav Helfert, sekretář zemského muzea od roku 1909 a správce (kustod) uměleckých sbírek. Jeho nadřízeným byl v neplacené funkci ředitele (kurátora) výtvarného oddělení formálně brněnský právník a německý liberální politik Alfred Fischel von Aichbrunn, který vystupoval na straně německých spolků a umělců.
Zástupci muzea i členové umělecké (nákupní) komise, jež byla složena z uznávaných místních výtvarníků obou etnik, shodně upřednostňovali soudobý modernismus a secesní symbolismus. Na návrh Klubu přátel umění a díky dotaci Moravského zemského sněmu bylo v roce 1904 koupeno stěžejní dílo Joži Úprky Jízda králů namalované v roce 1897. Současně se sbírky dařilo různými způsoby doplňovat o starší, i současná, (rakousko-)moravská (Julius Victor Berger, Eduard Veith, Karl Korschann) a česká (Josef Vojtěch Hellich, Emanuel Max, Antonín Chittussi, Antonín Slavíček) umělecká díla.

### Obrazárna v letech 1918–1929

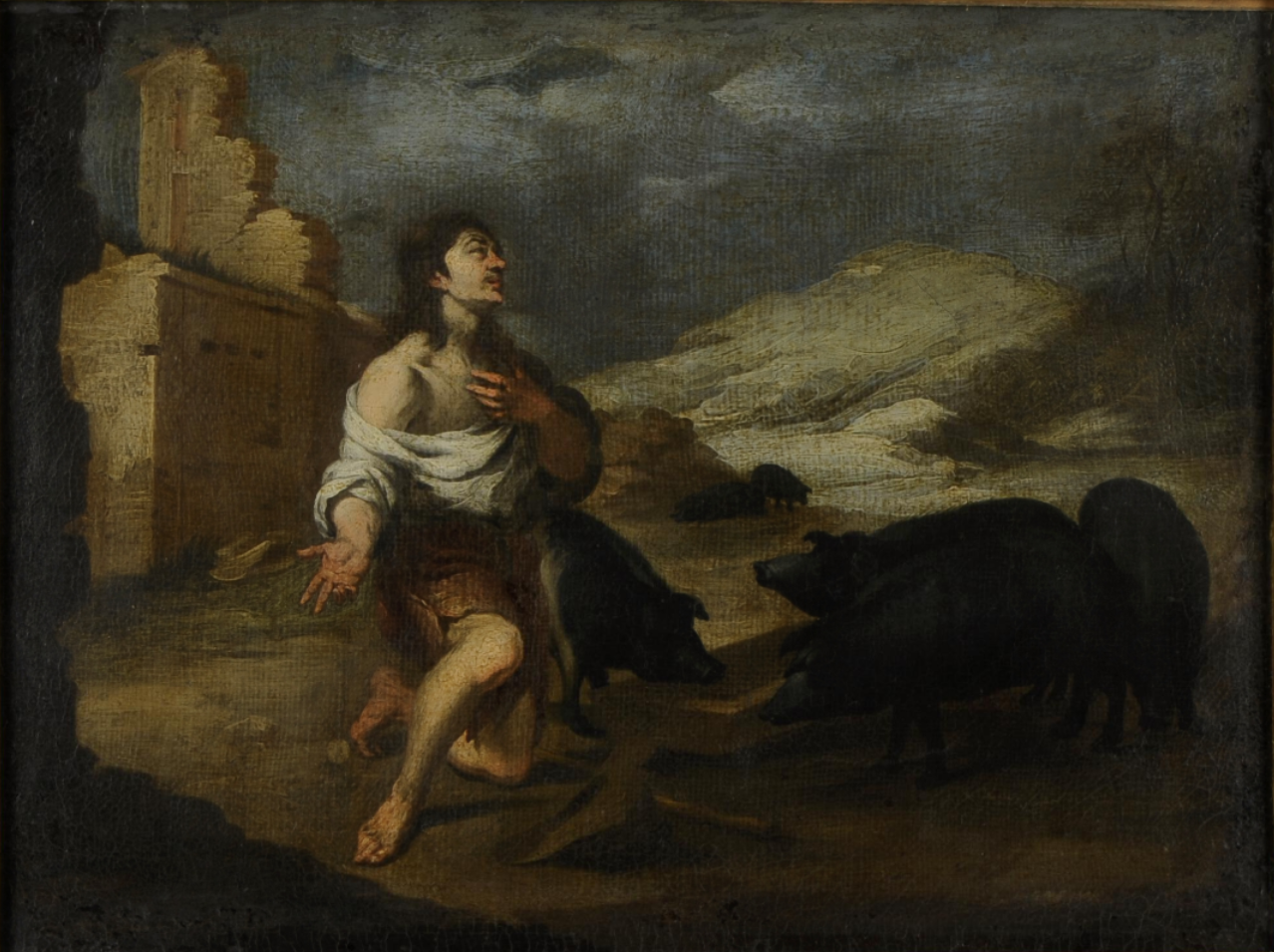
Bartolomè Esteban Murillo: Marnotratný syn jako pasák sviní (kolem 1660)

- IV. Léta 1918–1929: Konec provizoria. Moravská zemská galerie v prvních letech samostatného Československa a v moderních prostorách

Po vzniku Československé republiky se ředitelem Moravského zemského muzea stal Jaroslav Helfert. Ředitelem jím od roku 1919 vedeného ústavu se stal v roce 1923. Zapojil se do přestavby muzejní organizace na Moravě, i v Brně, kde "dvě tři musea mají sbírky stejného programu". Navrhl vzájemnou výměnu předmětů. Obrazárnu, která měla z výměny velký prospěch, obohatily téměř úplné fondy Městské (Gomperzovy) galerie, jejichž těžiště bylo v evropském malířství 19. století, a dále i mnohá pozoruhodná díla staršího umění. Sbírka brněnského podnikatele Heinricha Gomperze, kterou vlastnilo město Brno, byla do zemského muzea převedena v letech 1921–1922 a v roce 1934 společně s dalšími městem Brnem vlastněnými díly.
V roce 1923 byly z majetku významného místního sběratele Arnolda Skutezkého, majitele továrny na klobouky v Rajhradě, zakoupeny obrazy evropského umění 15.–19. století. Další obrazy byly získány v roce 1939 po sběratelově smrti. Skutezkého obrazárna byla ve své době nejvýznamnější soukromou obrazárnou na Moravě. Jejich pořízením bylo umožněno mnohem důstojnější představení dějin výtvarného umění. Moderní slohové vývojové pojetí, jež prosazoval Jaroslav Helfert, bylo uplatněno již v roce 1924. Jiným koncepčním krokem Jaroslava Helferta byl podnět podaný Moravskému zemskému výboru 26. května 1925 žádající o rozšíření sbírek díly soudobých "nejmodernějších umělců". Tento záměr začal být postupně naplňován od druhé poloviny 20. let 20. století. Růst sbírek se stal vítaným důkazem, jenž posloužil při prosazení nadstavby Dietrichštejnského paláce. V záležitosti nadstavby Dietrichštejnského paláce pro potřeby zemské galerie Jaroslav Helfert Moravskému zemskému výboru 20. května 1927 napsal:
"Místnosti, které jest vybudovati, jsou určeny pro účely zemské galerie. Mají obsáhnouti cenné a významné umělecko-historické sbírky musejní (obrazy, plastiky, grafiku, kresby), které se dosud nemohly plně uplatniti pro nedostatek místa a pro nevyhovující místnosti. Jde tedy o ukončení dosavadního provisoria instalace zemské galerie a o zajištění takového útulku sbírkám, aby vyhověl moderním požadavkům, kladeným na výstavbu galerií. Jde také o to, aby řešení vyhovělo nejen dnešní potřebě, ale aby zajistilo stav sbírek do dohledné budoucnosti."
Nové prostory byly určeny výlučně pro výstavy Obrazárny. Prostorově velkorysé a světlé výstavní sály navržené brněnským architektem Antonínem Blažkem byly stavěny od roku 1927. Provoz byl zahájen v roce 1929 a sbírky v nich měly své důstojné zázemí do sedmdesátých let 20. století. Tehdy se projevily vážné potíže se statikou. Nadstavba z toho důvodu byla při přestavbě v osmdesátých letech odstraněna.

### Obrazárna v letech 1929–1939
- V. Léta 1929–1939: Od náhodného konglomerátu výtvarných památek k cílevědomě budované sbírce. Obrazárna vědeckým ústavem i místem popularizace

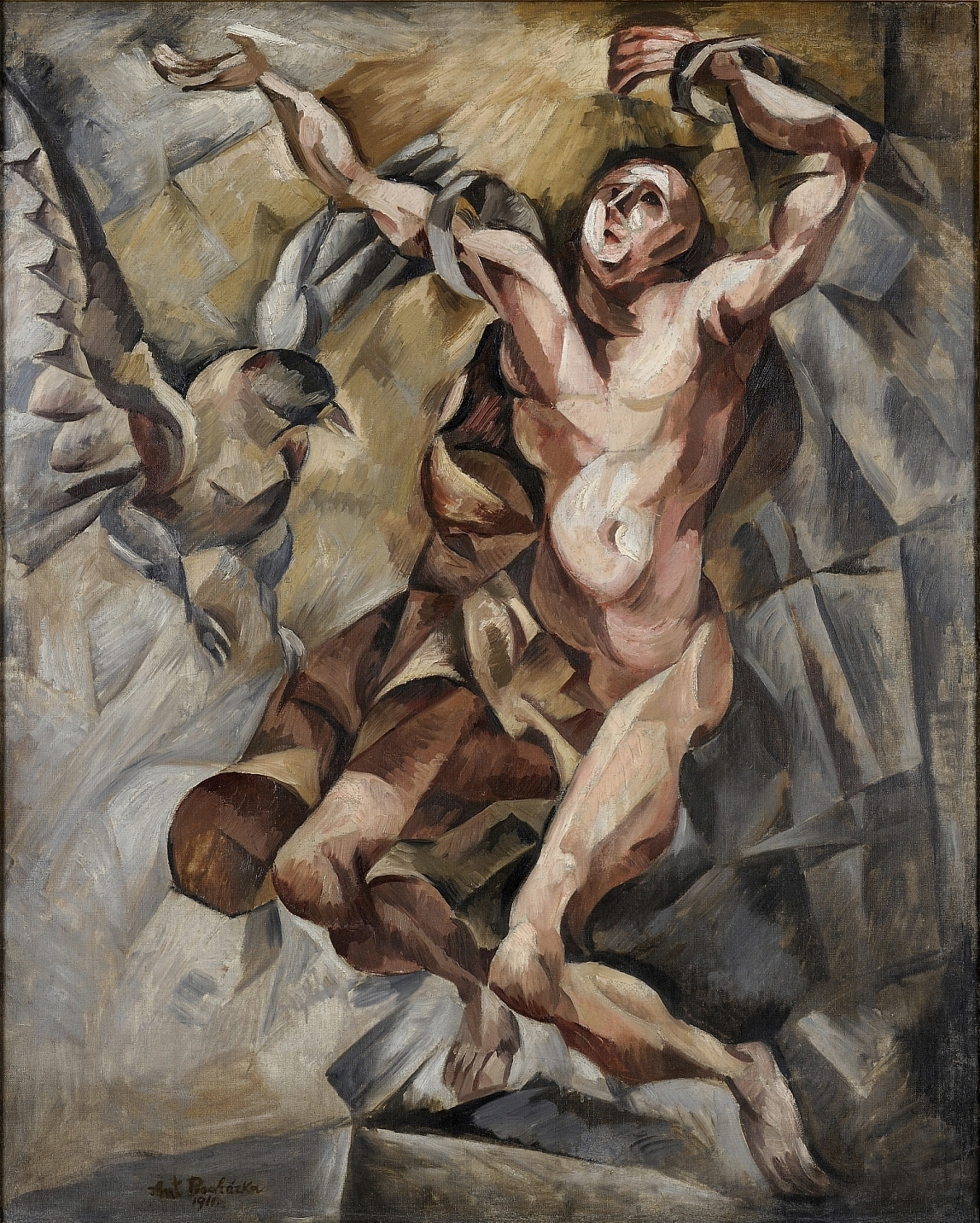
Antonín Procházka: Prométheus (1911)

Ředitel zemského muzea Jaroslav Helfert Obrazárnu Moravského zemského muzea nadále mimořádně podporoval a ponechal si postavení přednosty oddělení (vedoucího) i ve třicátých letech. Směřování Obrazárny v této době již určoval Albert Kutal, pozdější profesor dějin umění na Masarykově univerzitě, přední evropský medievista, který v ní pracoval od roku 1926, nejprve ještě jako student, ve funkci stálého odborného asistenta od roku 1931. Jeho zásluhou byly sbírky rozšířeny o díla moderního výtvarného umění včetně soudobých avantgardních směrů, v čemž navázal na snahy Jaroslava Helferta. Některá z klíčových děl moderní sbírky byla koupena v letech 1929 a 1930: Prométheus a Zátiší Antonína Procházky a Dvě ženy a Zátiší s orlem Emila Filly. Byla zde zřejmá snaha o získání děl malířů, "kteří mají užší či volnější vztah k Moravě", z různých jejich tvůrčích období. Šlo o to představit jednotlivé úseky vývoje českého moderního umění, až po jeho soudobé projevy, jakým byly například surrealistické práce Josefa Šímy působícího ve Francii.
"Je však třeba vybudovati ústřední orgán, jehož úkolem by bylo zachycení obrazu české výtvarné produkce, pokud se odehrála v hranicích moravskoslezské země, v celé její šíři a rozlehlosti a ve všech fázích její kolísavé dráhy. Nebude snad sporu o tom, že by tímto orgánem měla býti zemská obrazárna brněnská. (...) V neposlední řadě je to úkol representační. Zemská obrazárna je kulturní visitkou, kterou podává země svým hostům."
Proměny expozic od roku 1933 do začátku čtyřicátých let zachytil Albert Kutal svými zápisy o činnosti Obrazárny a nákresy instalací výstav v sálech. Zásadní reinstalace byla provedena v roce 1934. Počátkem roku bylo reorganizováno oddělení galerie věnované modernímu umění, v němž byly vystaveny práce Antonína Slavíčka, Miloše Jiránka, Emila Filly, Antonína Procházky, Josefa Šímy a dalších malířů. Vedle muzejních sbírek byla využita díla zapůjčená od významných místních sběratelů Josefa Slezáka, Františka Dvořáčka, později i od Františka Venery, Antonína Podrábského a Jaroslava Císaře.
Mezi mnohými vědeckými a popularizačními činnostmi, jakými byly výstavy (pravidelně konány od roku 1933), vydávané knihy, komentované prohlídky, exkurze, přednášky včetně rozhlasových přednášek, zaujala na přelomu let 1935 a 1936 významné místo Výstava gotického umění na Moravě a ve Slezsku, pojatá na tehdejší poměry jako skutečně vědecký projekt. Projevil se v ní základní badatelský zájem Alberta Kutala o středověké umění a jeho výrazná dokumentační činnost v tomto oboru. Mnohá díla byla nově objevena a poprvé vystavena, a v dalších letech pak byla Obrazárnou úspěšně získána.

### Obrazárna v letech 1939–1945
- VI. Léta 1939–1945: Ve stínu muže A. H.. Osudy brněnské Obrazárny v protektorátních časech

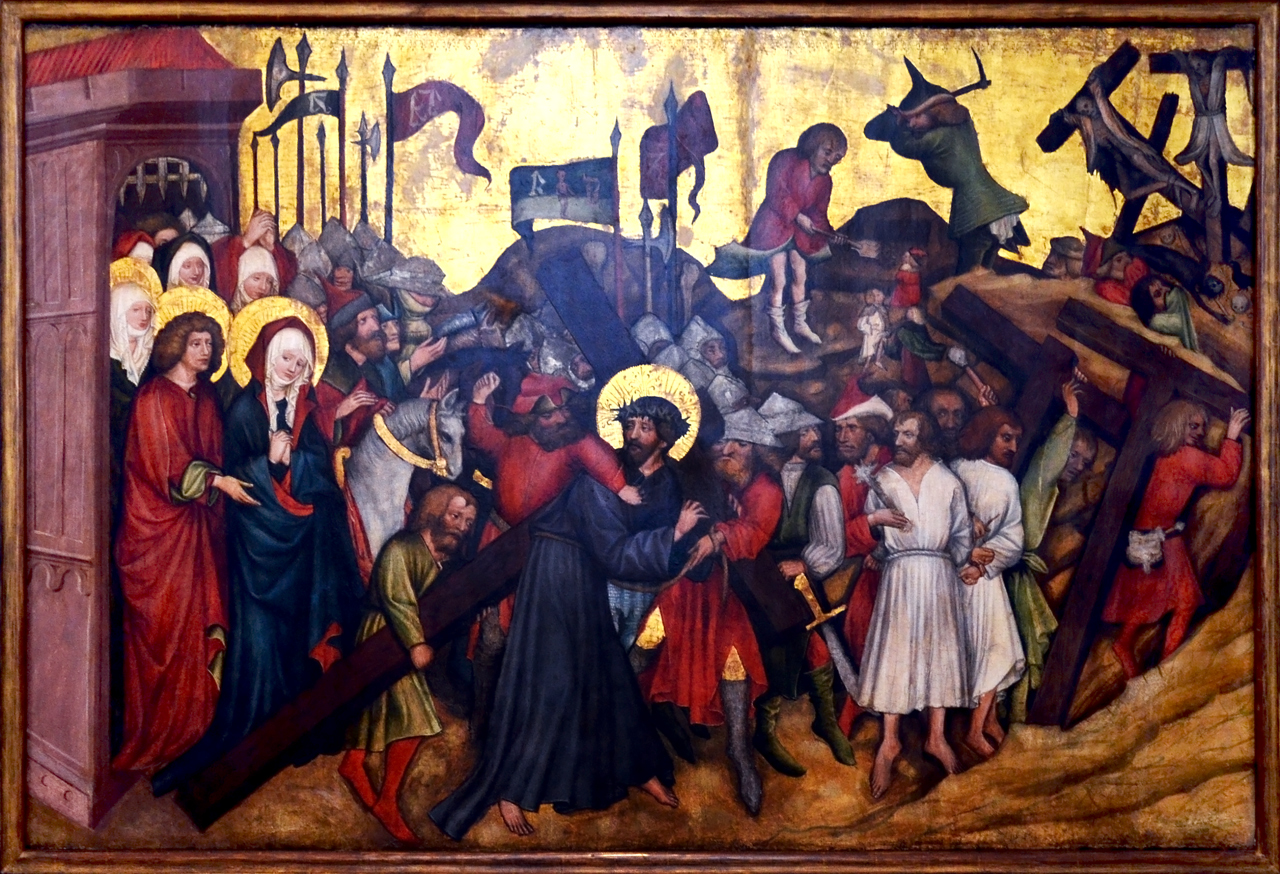
Mistr Rajhradského oltáře: Nesení kříže (kolem 1438–1440)

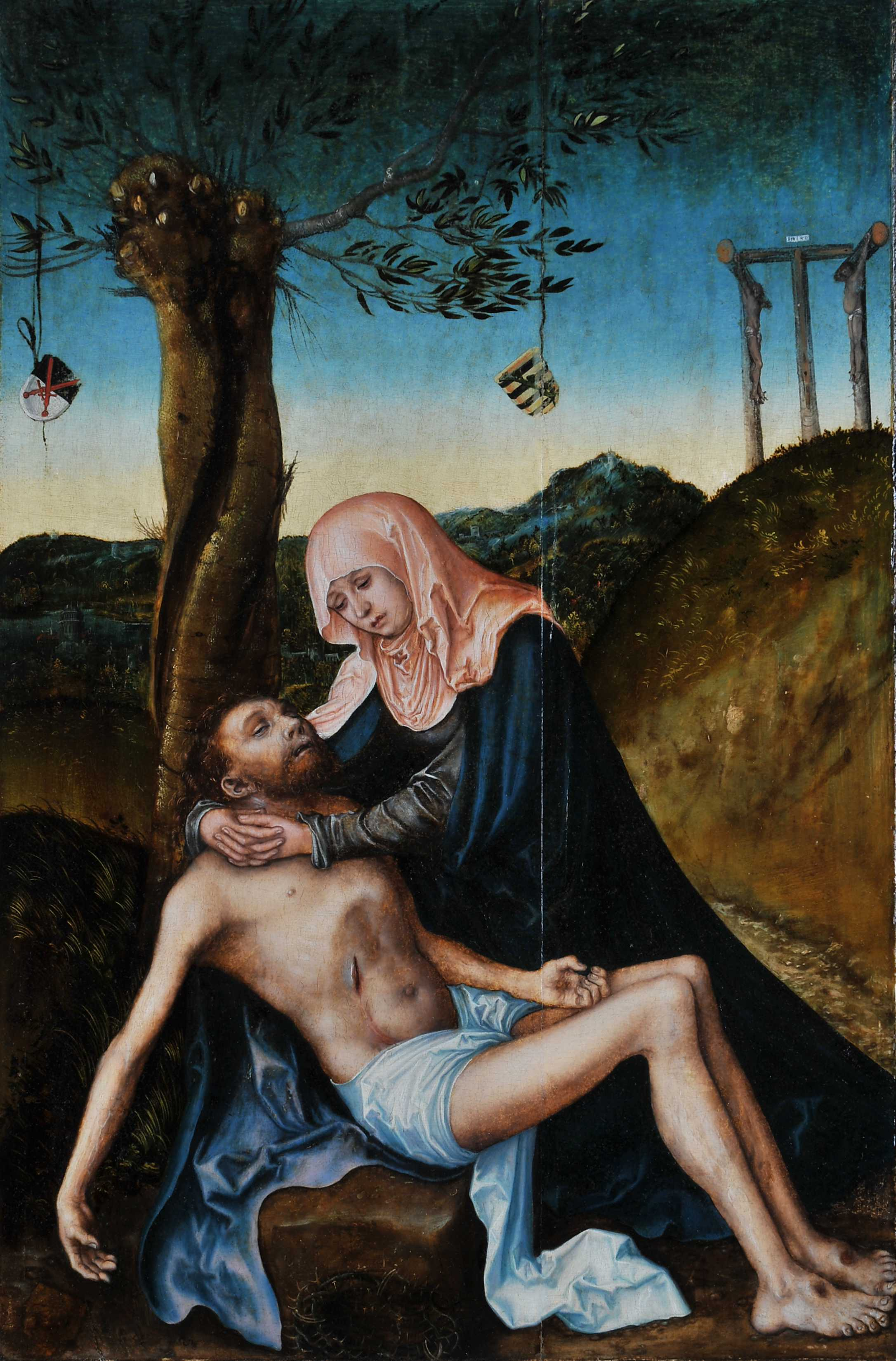
Lucas Cranach starší: Pietà (kolem 1510)

Den následující po okupaci Brna, 16. března 1939 byl Jaroslav Helfert s okamžitou platností odvolán z funkce ředitele Moravského zemského muzea. Jedním z prvních opatření bylo doplnění německých nápisů a vybavení úředních místností obrazy Adolfa Hitlera. Až po válce byl získán a do inventáře zapsán obraz brněnského malíře Lea Fitze Portrét muže A. H.
Cenzurní zásahy do expozic, zřejmě vzhledem k požadavkům brněnských, lépe řečeno moravských Němců, v Brně probíhaly s větším důrazem, než například v Praze. Ohledně vystavení zapovězených uměleckých děl pak Albert Kutal na jeho dotaz Ministerstvu školství a národní osvěty 20. března 1941 odpověděl:
"Dodatkem k přípisu ze dne 14. III. 1941 č. j. 76/41 předkládá správa obrazárny zemského musea seznam umělců, jejichž práce byly zčásti nebo úplně odstraněny z obrazárny a uloženy pod uzávěru, poněvadž neodpovídají dnešní době a nynějším poměrům. (...) Všechny práce byly z galerie odstraněny od těchto umělců: E. Filla, J. Šíma, O. Kubín, O. Gutfreund, A. Justitz, J. Kars, M. Kopf. Od ostatních jen takové, jež neodpovídají dnešním poměrům."
V jednotlivých odděleních měli nové směřování prosadit odborníci německé národnosti. Pokyny Karla Friedricha Kühna z 30. června 1939, profesora německé techniky v Brně a pozdějšího přednosty památkového ústavu, působícího v Obrazárně jako dobrovolný spolupracovník, vedly k odstranění tak zvaného "zvrhlého umění", totiž české avantgardy (Antonína Procházky, Bohumila Kubišty, Františka Kalába a Vincence Makovského) a prací židovských umělců (Jiřího Karse a Alfréda Justitze) z expozic.
Na velkoryse pojaté nákupy prací soudobých moravských výtvarníků německé národnosti se Karlu Friedrichovi Kühnovi peníze sehnat nepodařilo, proto byla část české moderny nahrazena výběrem starších obrazů namalovaných moravskými umělci německé národnosti z přelomu 19. a 20. století. Po mnoha letech byl také vystaven obraz Carla Marii Thumy Císař Josef II. orající u Slavíkovic. Přednost ale vzhledem k dalšímu průběhu války brzy namísto expozic a výstav dostalo zajištění požární a protiletecké ochrany sbírek.

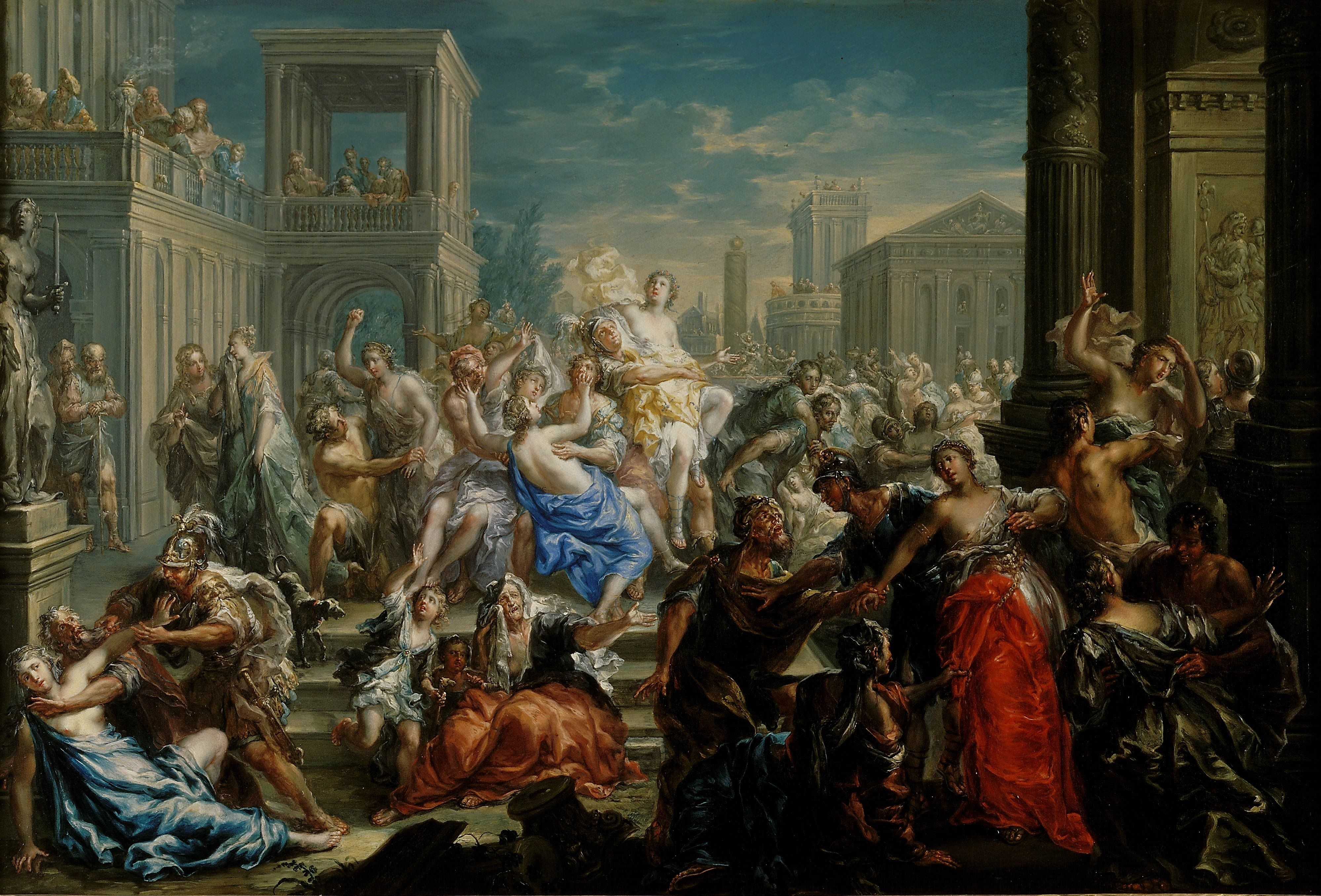
Johann Georg Platzer: Únos Sabinek (1740–1760). Obraz získaný v roce 1941 jako deponát německé tajné státní policie byl původně v majetku Felixe Engelsmanna, společníka továrny na vlněné zboží Brück & Engelsmann

Sbírky byly rozšiřovány především starým uměním, jakým byla díla z benediktinského kláštera v Rajhradě (včetně obrazů Mistra Rajhradského oltáře), Lucase Cranacha staršího, nebo nákup obrazu Svatý Jeroným (1730) Petra Brandla. Ojedinělým příkladem akvizice podmíněné ideologicky je zakoupení děl Huga Lederera pocházejícího ze Znojma, profesora na Akademii umění v Berlíně, který je považován za předchůdce oficiální nacionálně-socialistické sochařské tvorby. I v této době byla sbírána díla moderních českých umělců, například Jana Zrzavého, Františka Foltýna a Jaroslava Krále. Deponování děl vlastněných osobami pronásledovanými nacisty kvůli židovskému původu je však považováno za nejsmutnější kapitolu z dějin Obrazárny.

### Obrazárna v letech 1945–1948
- VII. Léta 1945–1948: Hektické poválečné roky. Svážení sbírek z válečných úkrytů, zajišťování tak zvaného nepřátelského majetku, revize pohraničních muzeí a obnovení výstavní činnosti

Po skončení druhé světové války se pracovníci zemské obrazárny v Brně podíleli na zajišťování uměleckých děl. Jednalo se například o prohlídky muzejních sbírek v částech země, jež byly postiženy odsunem německého obyvatelstvo. Odsunuta do Rakouska byla kvůli své německé národnosti i zaměstnankyně muzea restaurátorka Hedvika Böhmová-Hájková. Albertu Kutalovi se jejího návratu na Moravu podařilo dosáhnout po třech měsících. Od září 1945 tak mohla pokračovat v restaurování zvláště těch děl, která "válečnými událostmi /převozem a úschovou v bezpečných úkrytech mimo Brno/ utrpěla". Vedle velkých přesunů lidí souvisejících s politickými a společenskými změnami docházelo na území státu ve fyzickém smyslu ke značným přesunům majetku a v právním smyslu k často vynuceným změnám v jeho vlastnictví.
"Při pátrání po románské Madoně ze zámku v Lomnici našel jsem v zámku /vile/ Olešovice u velkých Popovic blízko Prahy 15 beden, jež podle tvrzení tamního komorníka pochází ze zámku v Lomnici. Pokud jsem mohl zjistit, jsou v těchto bednách zabaleny obrazy, nábytkové a jiné předměty. Románskou Madonu jsem nenašel, není však vyloučeno, že je v některé z beden, jež jsem nemohl otevřít, poněvadž byly opatřeny visacími zámky bez klíčů." (Dopis Alberta Kutala národnímu výboru v Lomnici z 25. srpna 1945)

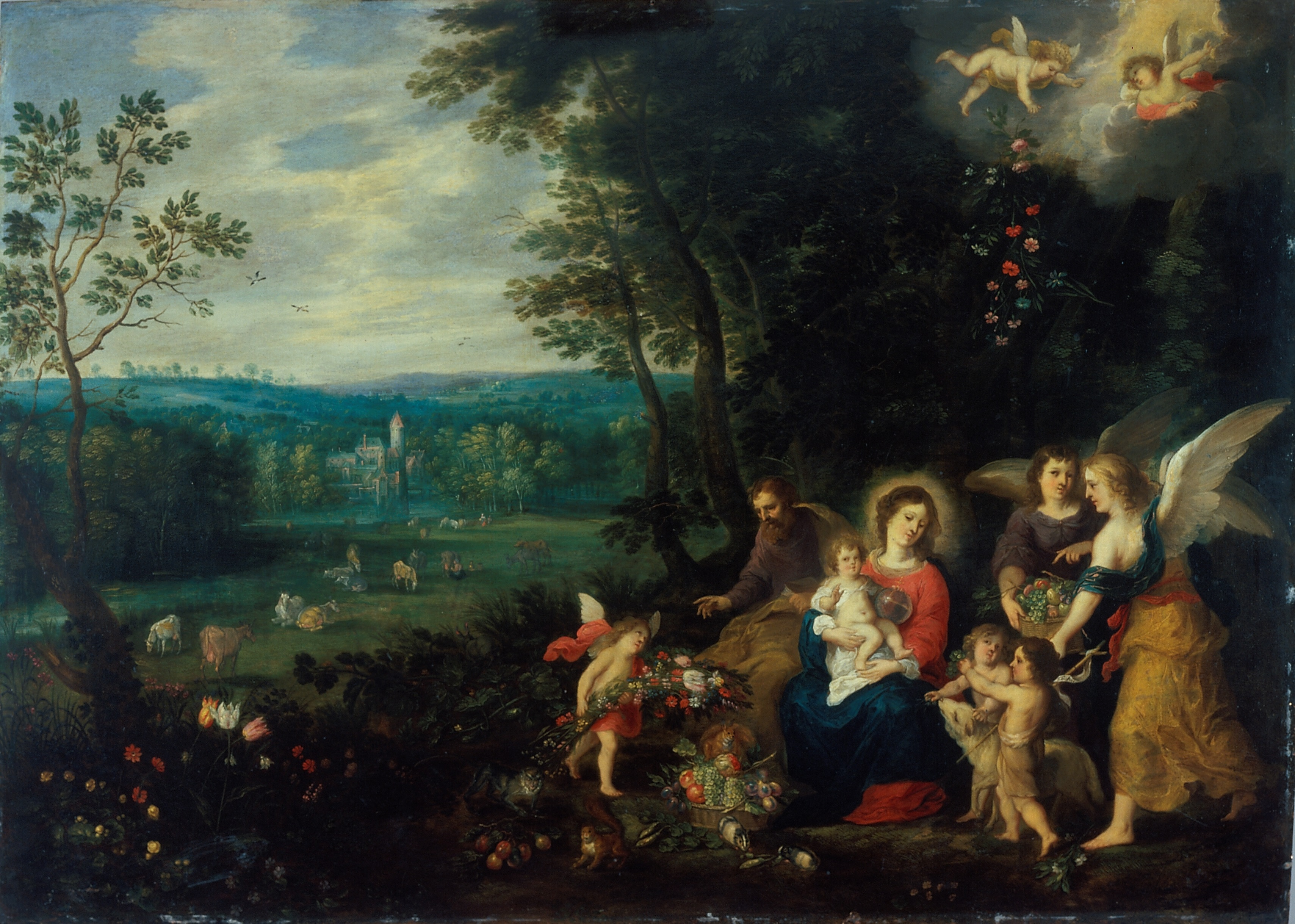
Andries Snellinck: Krajina se svatou rodinou, malým Janem Křtitelem a anděly (mezi 1608 a 1653). Obraz byl v roce 1945 získán ze Svitav jako konfiskát z nezjištěného soukromého majetku

Na svážení uměleckých předmětů a jejich revidování společně se zajištěním prvních souborů výtvarných děl, jež byla zabavena zejména brněnským Němcům, a i jinde na Moravě, pracovalo uměleckohistorické oddělení až do konce roku 1945. Byla také připravována nová sbírková výstava zemské obrazárny, jejíž expozice byla otevřena 30. října 1946. Konfiskace tzv. nepřátelského majetku vlastněného osobami německé a maďarské národnosti nebo společnostmi vyvíjejícími v době okupace činnost proti Československu se v této době staly hlavním zdrojem akvizic brněnské Obrazárny, a také mnoha dalších muzeí a ústavů. Tyto organizace se snažily zabránit případům krádeží, či dokonce zničení, k nimž docházelo v poválečném období. Některé z těchto konfiskací ale přesto vyvolávají dojem účelovosti, jako tomu je v případech stavitele Huberta Svobody nebo velkostatkáře Aloise Serényiho. Byly předzvěstí pozdějšího zestátňování soukromého a církevního majetku, k němuž došlo po únoru 1948.
Do sbírek se od roku 1946 díky četným nákupům Zemského národního výboru v Brně "na výzdobu úředních místností", majícím přispět k oživení místního výtvarného prostředí, dostávaly i práce soudobých, většinou brněnských autorů (Bohumír Matal, František Kaláb a další). Z dalších zisků lze připomenout umělecké předměty, které Obrazárně věnovala vdova po univerzitním profesoru Arne Novákovi Jiřina Nováková.

### Obrazárna v letech 1948–1961

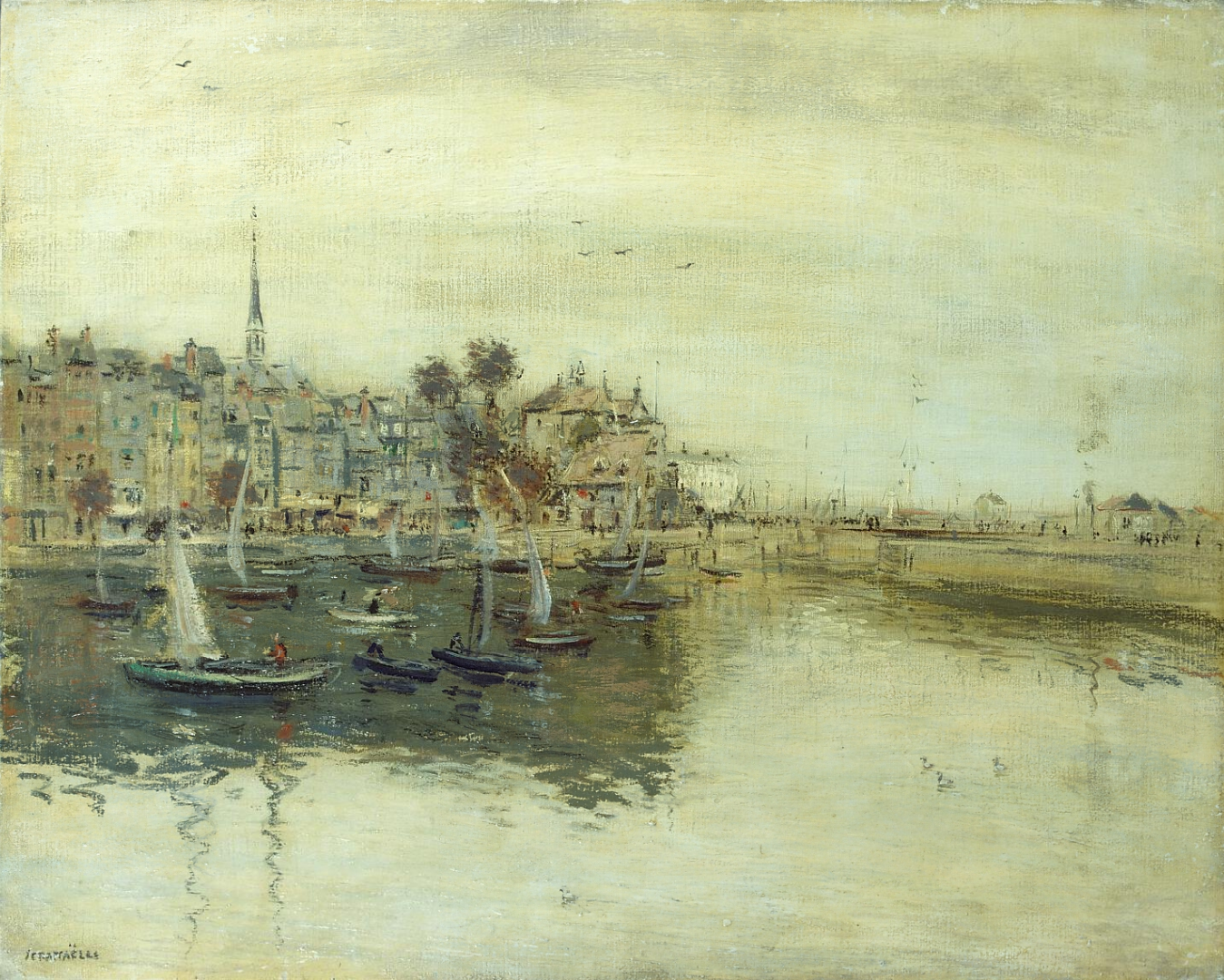
Jean-François Raffaëlli: Starý přístav (Vieux Bassin) v Honfleur (kolem 1900)

- VIII. Léta 1948–1961: Nové úkoly: "Krajská galerie". Pokračování zemské tradice, nebo lidovýchovná činnost?

Albert Kutal působil od roku 1945 i jako vedoucí Semináře dějin umění brněnské univerzity, kam koncem února 1948 odešel, když zde získal profesuru. Na místě přednosty Obrazárny Moravského (zemského) muzea jej nahradil Karel Krejčí, středoškolský profesor, výtvarný kritik a vlastivědný badatel. Změny provázely širší proměnu ústavu. Zásadní význam mělo zrušení zemského zřízení (tj. země Moravskoslezské jako samosprávného územního celku) a zavedení krajského zřízení, jež platilo od 1. ledna 1949. Muzeum převzal československý stát a pod novým zkráceným názvem Moravské muzeum bylo podřízeno Ministerstvu školství, věd a umění. Plán ministerstva na vytvoření celostátního systému krajských galerií s "lidovýchovným působením" byl vyhlášen 28. července 1952. Počítal i se zapojením Obrazárny v Brně. Ve výsledku to znamenalo zvláště "pořádání řady putovních výstav v brněnských průmyslových závodech a v některých okresních městech". Do sbírek byly po hromadném nákupu Krajského národního výboru v Brně zařazeny práce "pokrokových" umělců socialistického realismu představené na výstavě Ústředního svazu československých výtvarných umělců v Brně v roce 1955.
"Po osvobození vyvstaly obrazárně nové úkoly, totiž přiblížit výtvarné umění – daleko více než tomu bylo v kapitalistické republice – širokým vrstvám pracujících a zapojit tak činnost galerie do socialistické výstavby našeho státu." (Karel Krejčí, Obrazárna Moravského musea (strojopis), 1956)
Tradičními úkoly Obrazárny zůstávalo doplňování a prezentace vlastních sbírek. Prvním krokem Karla Krejčího po jeho nástupu do funkce bylo pravděpodobně v říjnu 1948 otevření nové výstavy, která zdůrazňovala české umění 19. a 20. století. Protože oficiální kulturní politikou vyzdvihovaní čeští klasici 19. a 20. století ve sbírkách dostatečně zastoupeni nebyli, byl v roce 1950 z Národní galerie v Praze vypůjčen větší soubor děl. Nadto byly sbírky doplňovány pracemi starších umělců Josefa Václava Myslbeka, Joži Úprky, Josefa Mařatky a Maxe Švabinského, zároveň však i díly představitelů moderního umění Bohumila Kubišty a Jana Štursy. Část akvizic byla předtím v majetku novým režimem omezovaných nebo rovnou pronásledovaných soukromých sběratelů Jaroslava Borovičky, Františka Čeřovského nebo Václava Dvořáka.
Již v roce 1948 věnoval muzeu Heinrich (Jindřich) Fuhrmann, brněnský průmyslník a milovník umění, vzácný italský renesanční obraz z 15. století Mytí nohou malíře z Murana (?) jako kompenzaci ("výkupné") za vývoz uměleckých děl do zahraničí. Heinrich Fuhrmann vedle toho také v rámci povolovacího řízení vedeného Státním památkovým úřadem pro Moravu a Slezsko odprodal soubor sedmi sochařských bozzet barokního mistra Johanna Baptisty Strauba. Jiný brněnský podnikatel a sběratel Otakar Vaňura se v závěru svého života rozhodl, že svoji rozsáhlou a rozmanitou sbírku věnuje státu dobrovolně.
Sbírky Obrazárny byly i nadále rozšiřovány přejímanými poválečnými konfiskáty a po roce 1950 (Akce K) i uměleckými předměty pocházejícími z násilně rušených klášterů.

### Obrazárna po roce 1961
- IX. Léta 1961–současnost: Dovětek. Moravská galerie v Brně[10]

## Odkazy

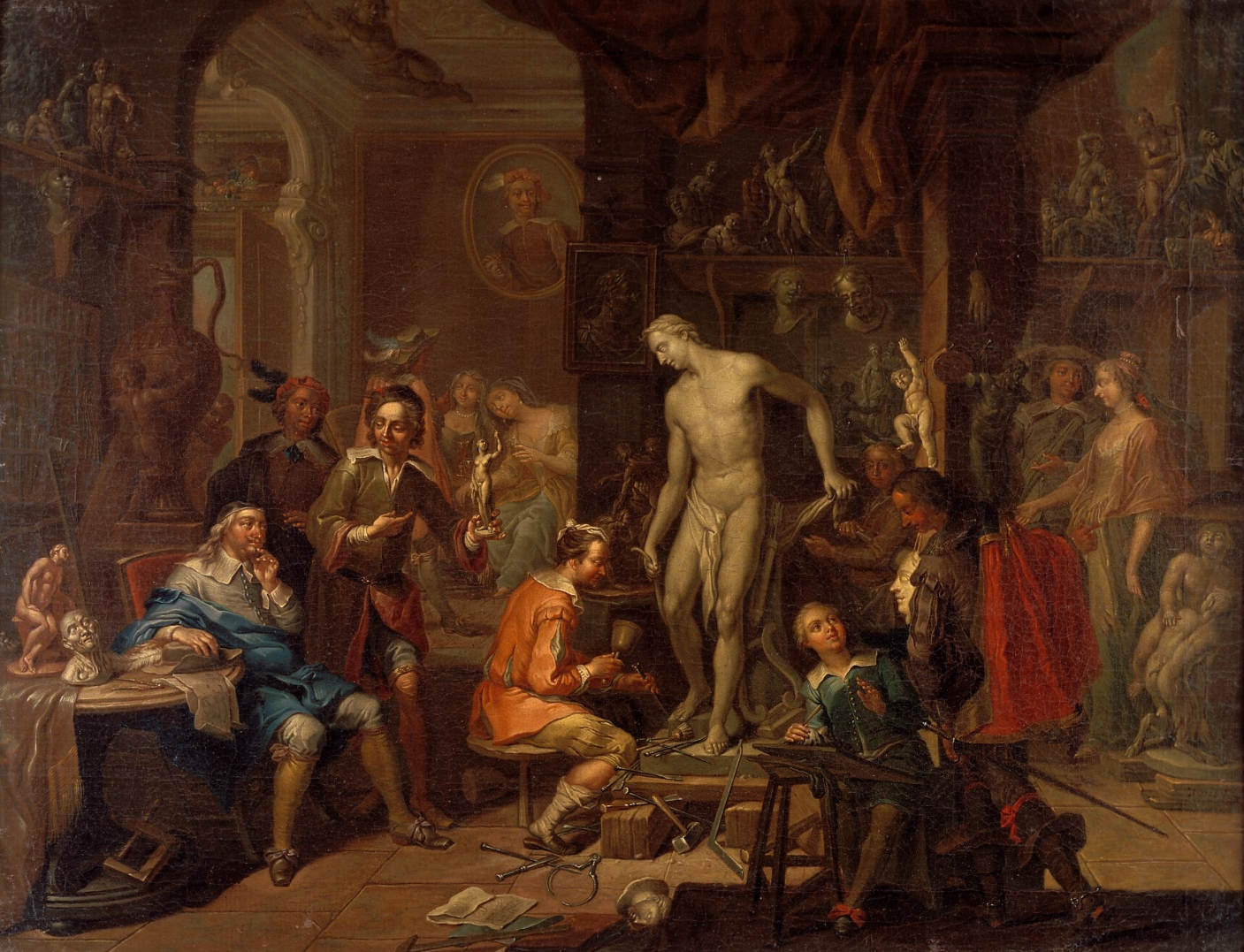
Franz Christoph Janneck: V ateliéru sochaře

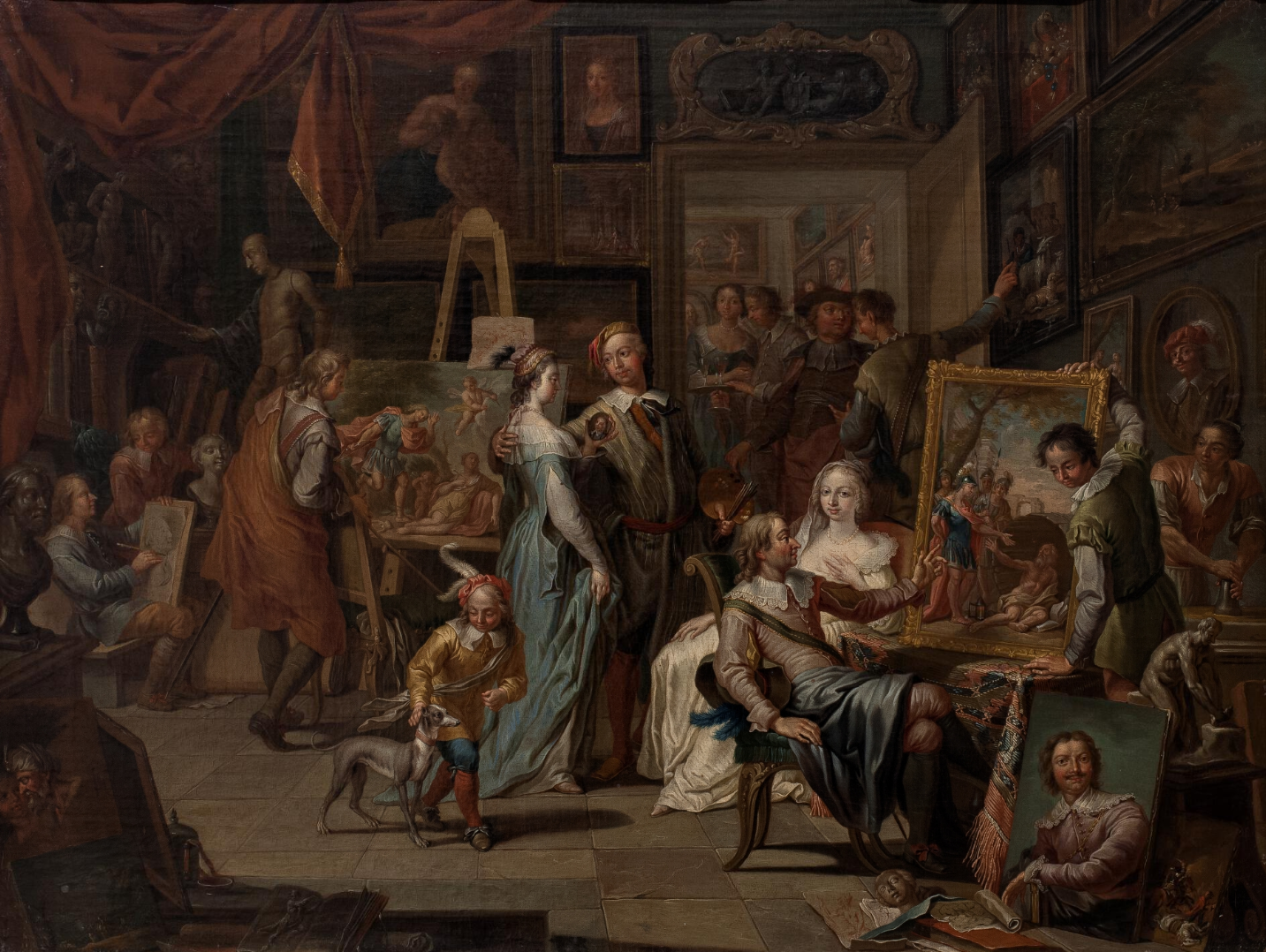
Franz Christoph Janneck: V ateliéru malíře